# Feijó
Feijó es un municipio de Brasil situado en el centro del estado de Acre.
Su población es de 38.241 habitantes y su extensión es de 24.202 km². Es el tercer municipio del estado por población y el segundo en extensión.
Limita al norte con el estado de Amazonas y al sur con el Perú, al este con los municipios de Acre de Santa Rosa do Purus y Manoel Urbano y al oeste con los municipios de Tarauacá y Jordão.
Está atravesado por el río Envira.

## Historia
El municipio fue fundado el 3 de mayo de 1906, obteniendo su autonomía a través del decreto Federal 968 el 12 de diciembre de 1938.